# Batman (novela)
Batman es un libro de 1989 basado en la homónima y fue escrito por Craig Shaw Gardner. El libro fue seguido por una secuela basada en Batman Returns también escrita por Gardner. Fue lanzado por primera vez en los Estados Unidos el 1 de junio de 1989. El libro se basa en la historia de la película, aunque con pequeñas diferencias. La trama principal cuenta a un héroe enmascarado llamado Batman y a un criminal que cae accidentalmente en un estanque de químicos tóxicos, y posteriormente se llamaría el Joker. El libro ha tenido dos secuelas, Batman Regresa y Batman Forever.

## Trama
La trama principal cuenta a un criminal de nombre Jack Napier, que durante una pelea con Batman en la planta de Químicos AXIS, cae accidentalmenet en un estanque lleno de químicos, donde aparentemenet muere aunque emerge transformado como un monstruo que más tarde se hará llamar Joker, él tiene un enorme deseo de venganza contra Batman, ya que el lo culpa de su tragedia, ahora el Caballero Oscuro deberá derrotar al monstruo que el creó.

## Secuelas
El libro ha tenido dos secuelas, también basadas en las películas, que son Batman Returns y Batman Forever, además de que se novelizaron las películas de Batman Begins y The Dark Knight. Se espera que para 2013 se publique una novelización de The Dark Knight Rises.